# ウィッキー
ウィッキー（英: wicky）は、人差し指と中指と薬指を曲げるジェスチャー。日本では一般に「勝利」を意味する。

## 起源
正確な起源はわかっていないが、インスタグラムのユーザーが使っていた勝利のジェスチャーが由来だという説がある。ウィッキーの形はwickyの頭文字のWの意味が込められている説もある。